# Xiacang, Tianjin
Xiacang är en köping i Kina. Den ligger i storstadsområdet Tianjin, i den norra delen av landet, omkring 77 kilometer norr om stadens centrum.